# Танцевальный театр сестёр Габбасовых
Танцевальный театр сестёр Габбасовых — танцевальный театр в Алма-Ате, Казахстан.

## История
Сёстры Гульнара и Гульмира Габбасовы — известные казахстанские режиссёры-хореографы, артисты балета и актрисы. В период с 2000 по 2007 год работали в Немецком драматическом театре Алма-Аты, в котором ставили хореографическую часть. Особенно выделяли их режиссёрские работы в спектаклях «Снег» и «Собаках женского пола».
В 2009 году был открыт Танцевальный театр. Основным направлением работы театра является передача информации танцами и актёрским мастерством, что выражается в практически полном отсутствии текста в спектаклях. Каждый спектакль сестёр Габбасовых является экспериментом и поиском новых форм в современном искусстве. Их авторские работы называют «театром чувств», изучающим психофизическое состояние человека.
Гульмира Габбасова отмечала, что содержать танцевальный театр коммерчески не выгодно. Чтобы обеспечить деятельность театра сёстры Габбасовы дают авторские постановки, в которых они выступают единственными актрисами и занимаются преподавательской деятельностью. Иногда спектакли отменяются по причине малого количества пришедших зрителей. Поэтому, по мнению Гульмиры Габбасовой, для полноценного существования театра необходима поддержка государства или меценатов.
В 2014 году была представлена театральная постановка о жителях города Алма-Аты, под названием «Люди нашего города».
Театр удостоился знака почета «Деятель культуры Республики Казахстан», является лауреатом международного фестиваля Центрально-Азиатских республик. Участвовал в кинопроектах, а также в международных проектах с драматургами стран Франции, Англии и Германии.
Помимо театральной деятельности это и площадка для проведения перформансов, обучающих танцевальных курсов для детей и взрослых.
По мнению Надежды Горобец, директора Русского театра для детей и юношества им. Н. Сац, постановки театра передают глубокое содержание и духовные драмы через пластические средства выражения.
В 2016 году коллектив театра пополнился выпускниками Алматинского хореографического училища им. А. Селезнёва.